# بخش دنگ (هند)
بخش دنگ (به انگلیسی: Dang district) یک منطقهٔ مسکونی در هند است که در گجرات واقع شده‌است. بخش دنگ ۱٬۷۶۴ کیلومتر مربع مساحت و ۲۲۸٬۲۹۱ نفر جمعیت دارد.